# Taipei Cinese ai XXIII Giochi olimpici invernali
Taipei Cinese ha partecipato ai XXIII Giochi olimpici invernali, che si sono svolti dal 9 al 28 febbraio 2018 a PyeongChang in Corea del Sud, con una delegazione composta da 4 atleti.

## Pattinaggio di velocità
| Gara   | Atleta        | Tempo 1 | Tempo 2 | Totale  | Posizione |
| ------ | ------------- | ------- | ------- | ------- | --------- |
| 500 m  | Huang Yu-ting |         |         |         |           |
| Gara   | Atleta        | Tempo   | Tempo   | Tempo   | Posizione |
| 1000 m | Huang Yu-ting | 1'16"44 | 1'16"44 | 1'16"44 | 20ª       |
| 1500 m | Huang Yu-ting | 2'18"84 | 2'18"84 | 2'18"84 | 26ª       |

| Gara   | Atleta          | Tempo 1 | Tempo 2 | Totale  | Posizione |
| ------ | --------------- | ------- | ------- | ------- | --------- |
| 500 m  | Sung Ching-yang |         |         |         |           |
| Gara   | Atleta          | Tempo   | Tempo   | Tempo   | Posizione |
| 1500 m | Tai William     | 1'50"63 | 1'50"63 | 1'50"63 | 34º       |

## Slittino
Taipei Cinese ha qualificato nello slittino un solo atleta, nel singolo uomini.
| Gara             | Atleta     | 1ª manche | 2ª manche | 3ª manche | 4ª manche       | Totale   | Posizione |
| ---------------- | ---------- | --------- | --------- | --------- | --------------- | -------- | --------- |
| Singolo maschile | Lien Te-an | 52"121    | 51"472    | 50"405    | non qualificato | 2'34"138 | 38º       |